# District de Lorraine
Ne doit pas être confondu avec CdZ-Gebiet Lothringen.
1871–1918
Entités précédentes :
- Meurthe (département)
- Moselle (département)

Entités suivantes :
- Moselle (département)

Le district de Lorraine, en allemand Bezirk Lothringen, était l’une des trois divisions administratives de l'Alsace-Lorraine. Ayant pour chef-lieu Metz, il correspondait à l'actuel département de la Moselle.

## Géographie
Les limites du district de Lorraine de 1871 à 1918 sont : au nord, le Luxembourg, la Prusse rhénane et le Palatinat rhénan ; à l'ouest et au sud, le département de Meurthe-et-Moselle ; à l'est, le district de Basse-Alsace.

## Contexte historique
Le district de Lorraine a été formé à partir de la majeure partie de l'ancien département de la Moselle, territoire auquel fut ajoutée une partie du département de la Meurthe : les arrondissements de Sarrebourg et Château-Salins.
L'Alsace-Lorraine désignait la nouvelle terre d’empire cédée par la France par le traité de Francfort du 10 mai 1871. La capitale de l'Alsace-Lorraine était Straßburg. Ce territoire dépendait directement de l’empereur, représenté par un gouverneur impérial nommé Reichsstatthalter.
L'Alsace-Lorraine fut une partie intégrante de l’Empire allemand de 1871 à 1918. Sa superficie était de 14 496 km2, sa population de 1 874 014 habitants en 1910 et la densité démographique était de 129 habitants au km². Formé à partir des territoires français correspondant aujourd’hui à la Moselle, au Bas-Rhin et au Haut-Rhin, le Reichsland fut supprimé en 1919 par le traité de Versailles. Il disposait de trois voix au Bundesrat à partir de 1911.

## Organisation territoriale

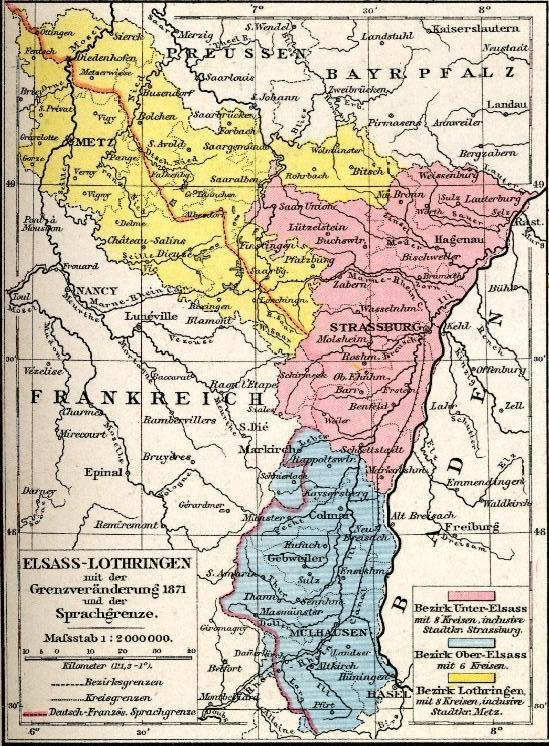
Les districts d'Alsace-Lorraine, incluant la frontière linguistique (en orange pour le district de Lorraine).

Pendant la première annexion allemande, le district de Lorraine désignait ce qui deviendra le département de la Moselle en 1918. Il constituait avec le district de Haute-Alsace et le district de Basse-Alsace, l'Alsace-Lorraine.
Le district était subdivisé en arrondissements. Ce découpage administratif fut instauré en 1871, à la suite de l'annexion de l'Alsace-Lorraine au traité de Francfort.
Le district lorrain comprenait les arrondissements suivants :
- Arrondissement de Boulay (Kreis Bolchen) avec pour siège Boulay ;
- Arrondissement de Château-Salins (Kreis Château-Salins) avec pour siège Château-Salins ;
- Arrondissement de Forbach (Kreis Forbach) avec pour siège Forbach ;
- Arrondissement de Metz-Campagne (Landkreis Metz) avec pour siège Metz ;
- Arrondissement de Metz-Ville avec pour siège Metz (Stadtkreis Metz) ;
- Arrondissement de Sarrebourg (Kreis Saarburg) avec pour siège Sarrebourg ;
- Arrondissement de Sarreguemines (Kreis Saargemünd) avec pour siège Sarreguemines ;
- Arrondissement de Thionville (Kreis Diedenhofen) avec pour siège Thionville, divisé en 1901 en :
  - Arrondissement de Thionville-Est (Kreis Diedenhofen-Ost)[3] avec pour siège Thionville ;
  - Arrondissement de Thionville-Ouest (Kreis Diedenhofen-West)[3] avec pour siège Thionville.

## Organisation institutionnelle
À la tête de chaque district, se trouvait un Bezirkspräsident, un président de district, équivalent à un préfet français. Chacun des trois districts d'Alsace-Lorraine possédait un Bezirkstag, une assemblée délibérante, constituée par des élus locaux.

## Évolution territoriale
Le 1er mars 1873, la commune de Raon-lès-Leau de l'arrondissement de Sarrebourg redevient française, rattachée à l’arrondissement de Lunéville du département de Meurthe-et-Moselle. La Constitution du Reichsland Elsass-Lothringen entre en vigueur le 1er octobre 1879. En 1881, la commune de Groß Tänchen de l'arrondissement de Forbach intègre l'arrondissement de Château-Salins. Le 27 juin 1890, la commune de Lauterfingen de l’arrondissement de Château-Salins est rattachée à l'arrondissement de Sarrebourg. En 1891, les arrondissements de Château-Salins et de Sarrebourg échangent les communes de Lauterfingen et de Mittersheim. Le code des communes pour le Reichsland entre en application le 1er avril 1896. Le 8 avril 1901, une partie de la commune de Gandringen (Gandrange en français) est rattachée à l'arrondissement de Metz-Campagne et l'arrondissement de Thionville est divisé en arrondissement de Thionville-Est et arrondissement de Thionville-Ouest. Le 1er janvier 1908, le district de Lorraine, qui compte officiellement 9 arrondissements, a officiellement son siège à Metz. Les communes de Devant-les-Ponts et de Plantières de l'arrondissement de Metz-Campagne sont rattachées à l'arrondissement de Metz-Ville. Le 1er avril 1914, la commune du Sablon intègre l'arrondissement de Metz-Ville.

## Administrateurs civils (Bezirkspräsident)

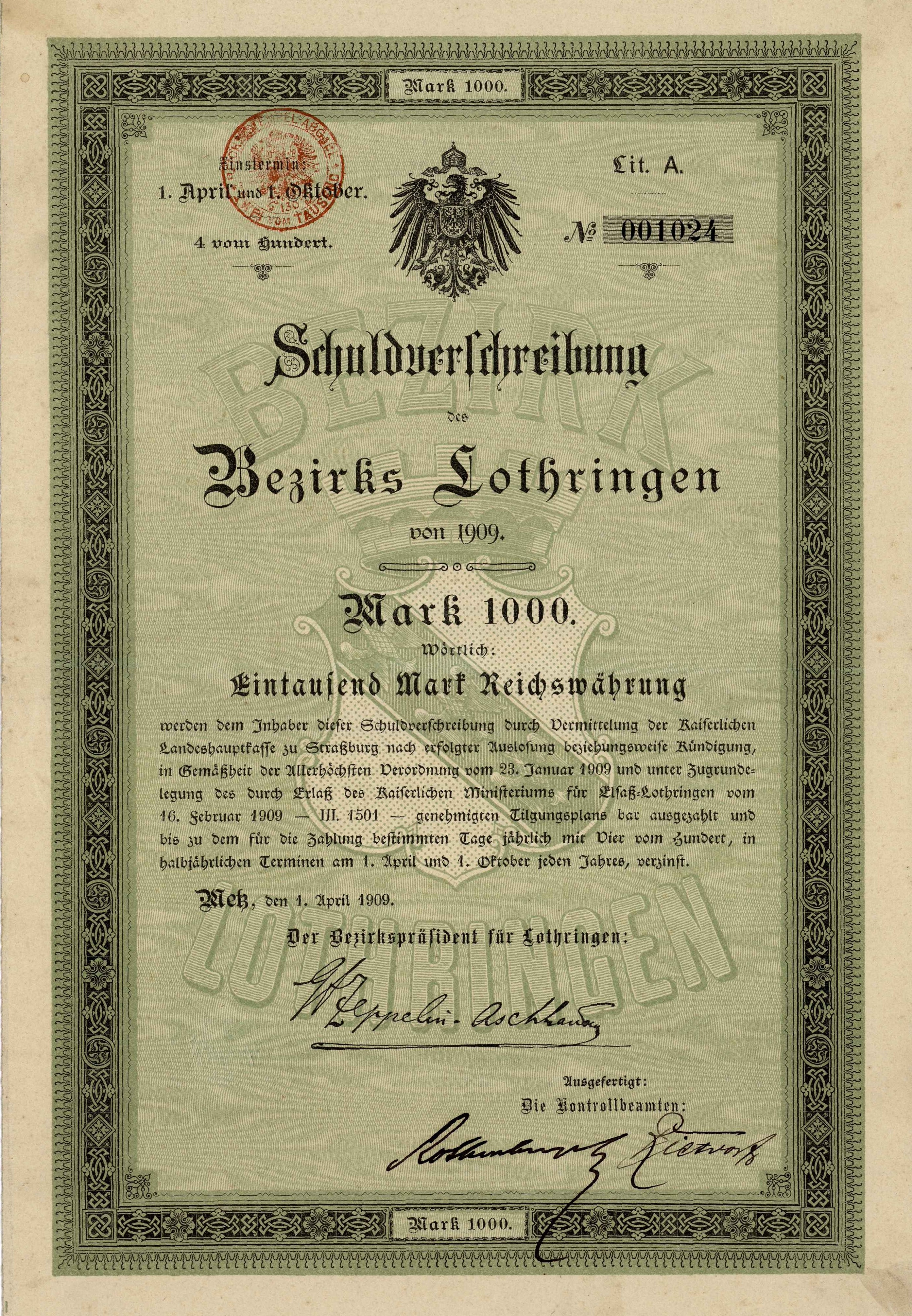
Obligation du district de Lorraine en date du 1er avril 1909 avec la signature d'administrateur civil.

- 1871-1872 : Guido Henckel von Donnersmarck (comte)
- 1872-1873 : Botho zu Eulenburg (comte)
- 1873-1874 : Adolf von Arnim-Boitzenburg (comte)
- 1875-1876 : Robert Viktor von Puttkamer
- 1877-1880 : Friedrich Albrecht Karl Johann von Reitzenstein (baron)
- 1881-1882 : Adalbert von Flottwell
- 1883-1900 : Hans von Hammerstein-Loxten
- 1901-1912 : Johann Friedrich Alexander von Zeppelin-Aschhausen (comte)
- 1913-1918 : Karl von Gemmingen-Hornberg (baron)

## Démographie
| 1871    | 1875    | 1880    | 1885    | 1890    | 1895    | 1900    | 1905    | 1910    |
| ------- | ------- | ------- | ------- | ------- | ------- | ------- | ------- | ------- |
| 474 316 | 464 898 | 471 494 | 466 537 | 472 425 | 481 282 | 521 140 | 569 996 | 609 509 |

| 1871    | 1875    | 1880    | 1885    | 1890    | 1895    | 1900    | 1905    | 1910    |
| ------- | ------- | ------- | ------- | ------- | ------- | ------- | ------- | ------- |
| 490 459 | 480 250 | 492 713 | 489 729 | 510 791 | 524 885 | 564 829 | 615 790 | 655 211 |

## Statut auXXIesiècle
Les périodes d'annexion de droit (1871-1918) et de fait (1940-1944) de l'Alsace et d'une partie de la Lorraine à l'Allemagne ont eu des conséquences administratives dont les prolongements se font encore sentir au XXIe siècle. La  Moselle qui épouse les contours du district de Lorraine (Bezirk Lothringen) constitue avec l'Alsace ce qui est appelé l'Alsace-Moselle qui conserve de cette période un régime juridique spécifique en France. Le droit local en Alsace et en Moselle conserve en effet certaines dispositions mises en place par les autorités allemandes.